# Bradypodidium venezuelense
Bradypodidium venezuelense là một loài bọ cánh cứng trong họ Bọ hung (Scarabaeidae).